# 路易吉·罗瓦蒂
路易吉·罗瓦蒂（義大利語：Luigi Rovati，1904年11月24日—1989年3月8日），意大利男子拳击运动员。他曾代表意大利参加1932年夏季奥林匹克运动会拳击比赛，获得男子重量级银牌。